# Pic de les Mussoles
El Pic de les Mussoles, o Pic des Mussoles, és una muntanya que es troba en límit comarcal entre els termes municipals de la Vall de Boí (Alta Ribagorça) i la Torre de Cabdella (Pallars Jussà), en el límit del Parc Nacional d'Aigüestortes i Estany de Sant Maurici i la seva zona perifèrica.
El seu nom prové «del basc, mun-tzi-ol-a, cabana de l'aturonament, del massís de turons».
El cim, de 2.876,5 metres, s'alça en la carena que separa la Vall de les Mussoles al nord, del Forat Negra de la Vall del Riqüerna al sud-est. També constitueix l'extrem meridional del serrat que davalla direcció nord-nord-oest fins a la Dent des Mussoles (2.800,4 m) i nord després, dividint la vall Ribagorçana en dos: les Mussoles a llevant i la Cometa de les Mussoles a ponent. Té al nord-nord-oest la Dent de les Mussoles, el Coll Pla de Dalt a l'oest i el Pic Gran del Pessó al sud-sud-oest.